# 평택고덕 나들목
평택고덕 나들목(Pyeongtaek-Godeok IC)은 경기도 평택시 고덕면 궁리와 고덕동에 설치된 평택제천고속도로의 2-2번 교차로이다. 고덕국제신도시에 있는 삼성반도체 공장의 편의를 위해 신설되었으며, 2018년 6월 30일에 개통되었다. 건설 당시 가칭은 고덕국제화 나들목이었다.

## 연혁
- 2016년 1월 26일 : 고덕국제화 나들목 신설을 위해 경기도 평택시 고덕면 방축리 ~ 궁리 2.14km 구간 도로구역 변경[1]
- 2017년 4월 11일 : 2018년 10월까지 고덕국제화 나들목 회차로 형식 변경을 위해 경기도 평택시 고덕면 방축리 ~ 궁리 2.14km 구간 도로구역 변경[2]
- 2018년 5월 31일 : 서평택 기점 13.7km 위치에 평택고덕 나들목으로 개통[3]할 예정이었으나 안전 문제로 인해 개통일을 2018년 6월로 연기[4]
- 2018년 6월 30일 : 서평택 기점 13.7km 위치에 평택고덕 나들목으로 개통[5]

## 구조물 정보
- 위치 : 경기도 평택시 고덕면 궁리, 고덕동
- 영업소 : 경기도 평택시 고덕면 궁2길 37-84

## 접속하는 도로
- 첨단대로
- 간접 연결 : 국도 제38호선 (서동대로)

## 교통량 정보
| 요금소            | 통행량 (대/일) | 통행량 (대/일) | 각주  |
| 요금소            | 2018년         | 2019년         | 각주  |
| ----------------- | -------------- | -------------- | ----- |
| 평택고덕 (폐쇄식) | 3,708          | 5,777          | [ 6 ] |

## 사진

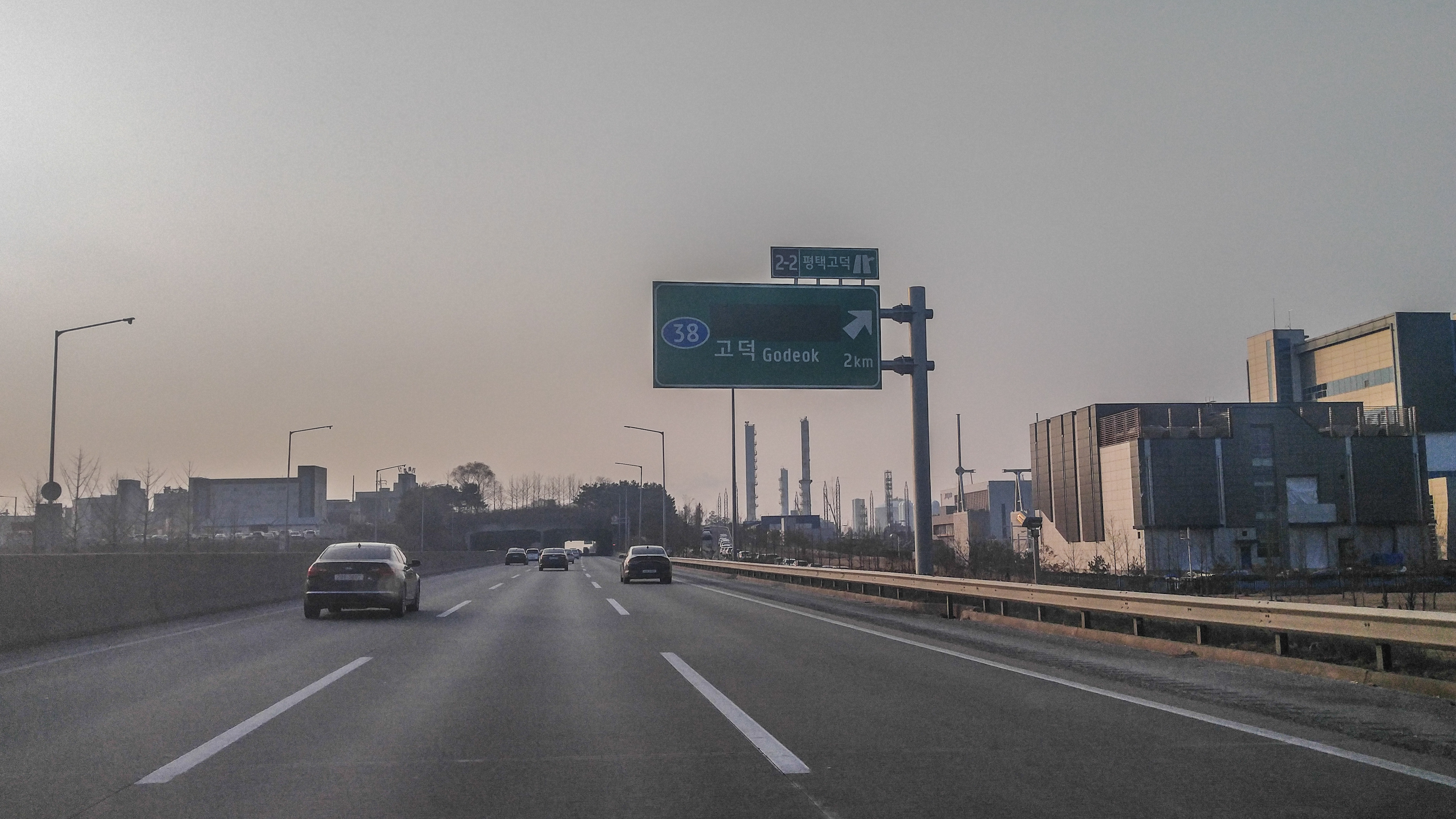
2km 표지판 (평택 방면)
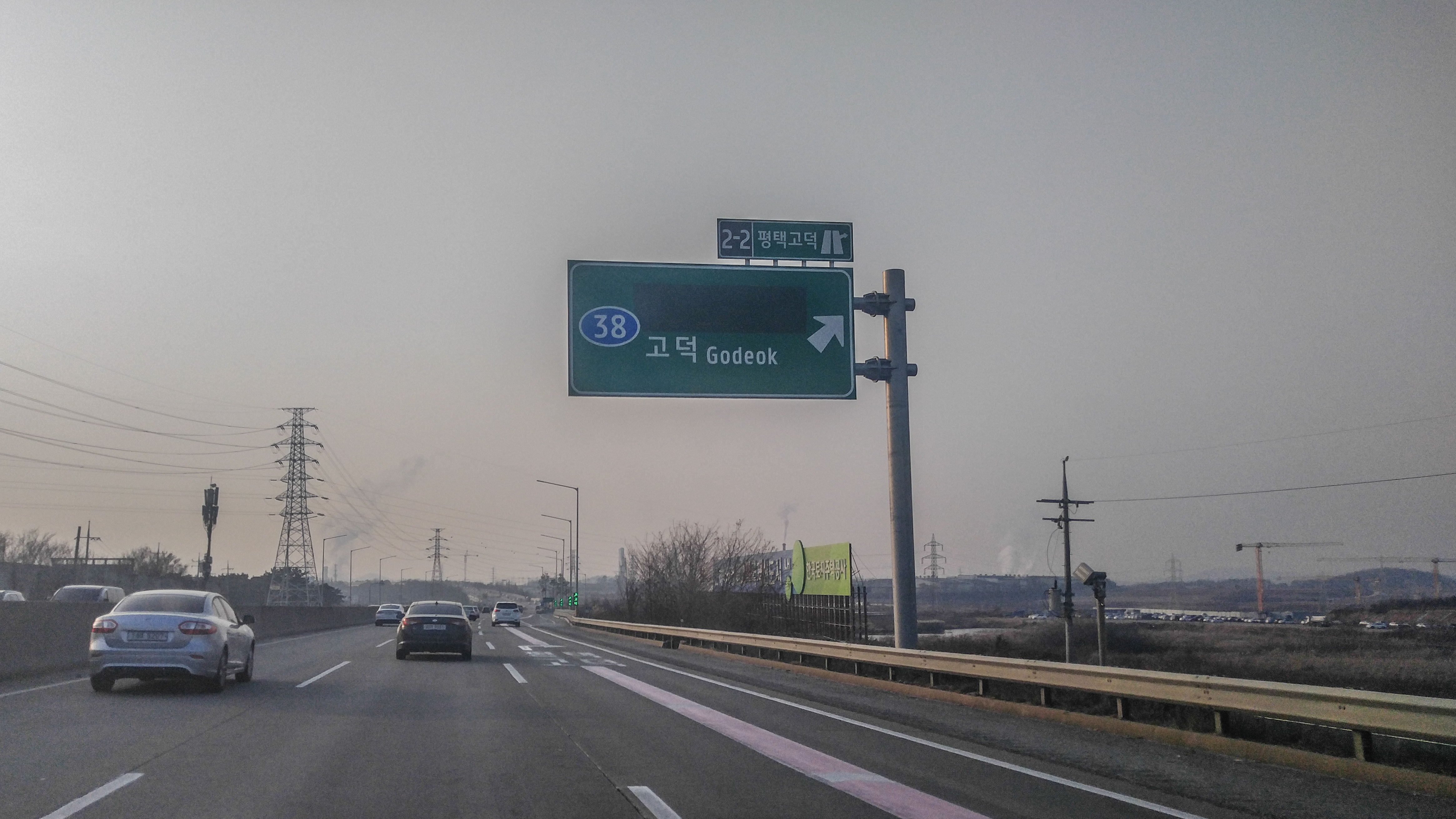
표지판 (평택 방면)
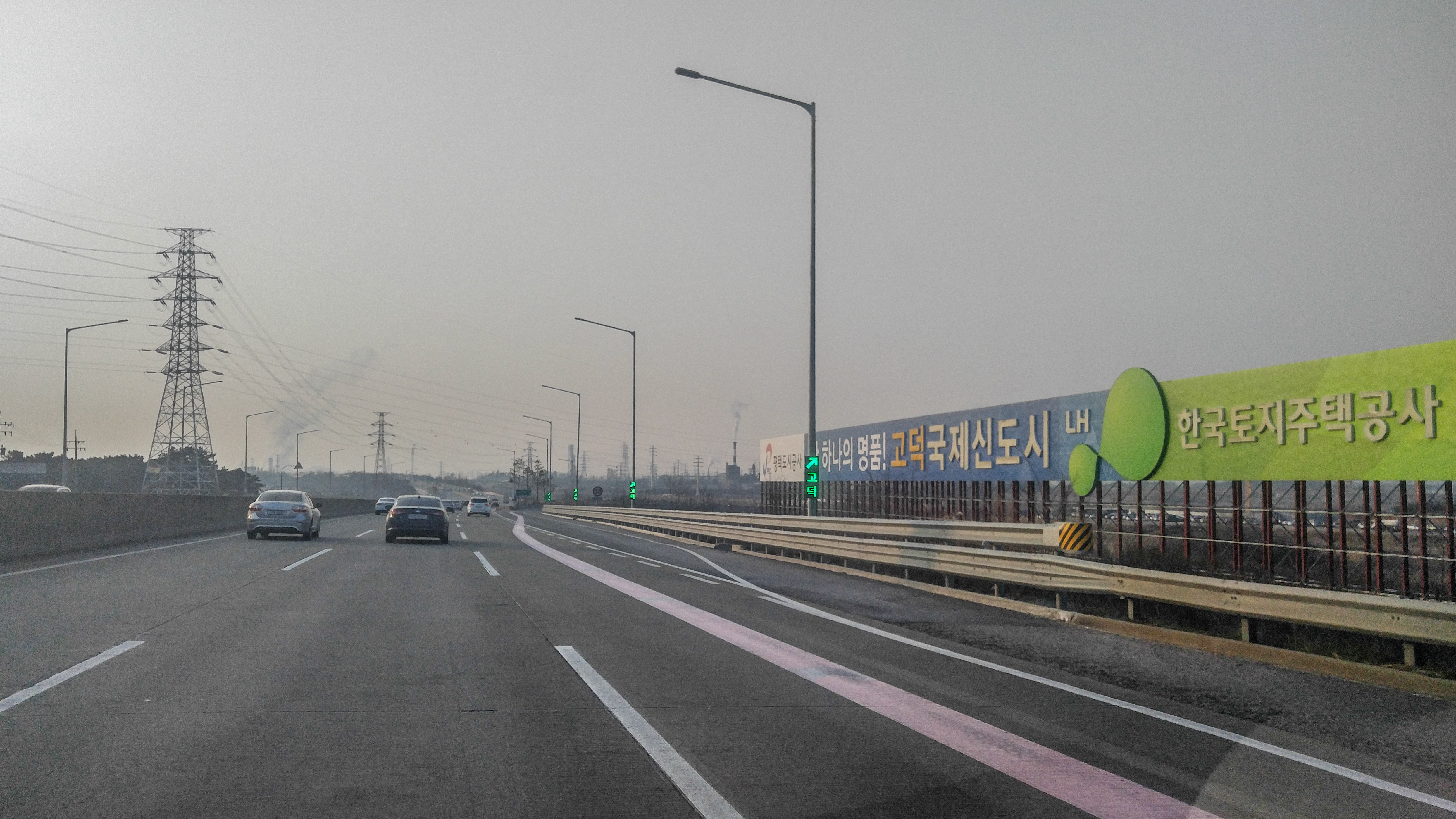
출구 (평택 방면)
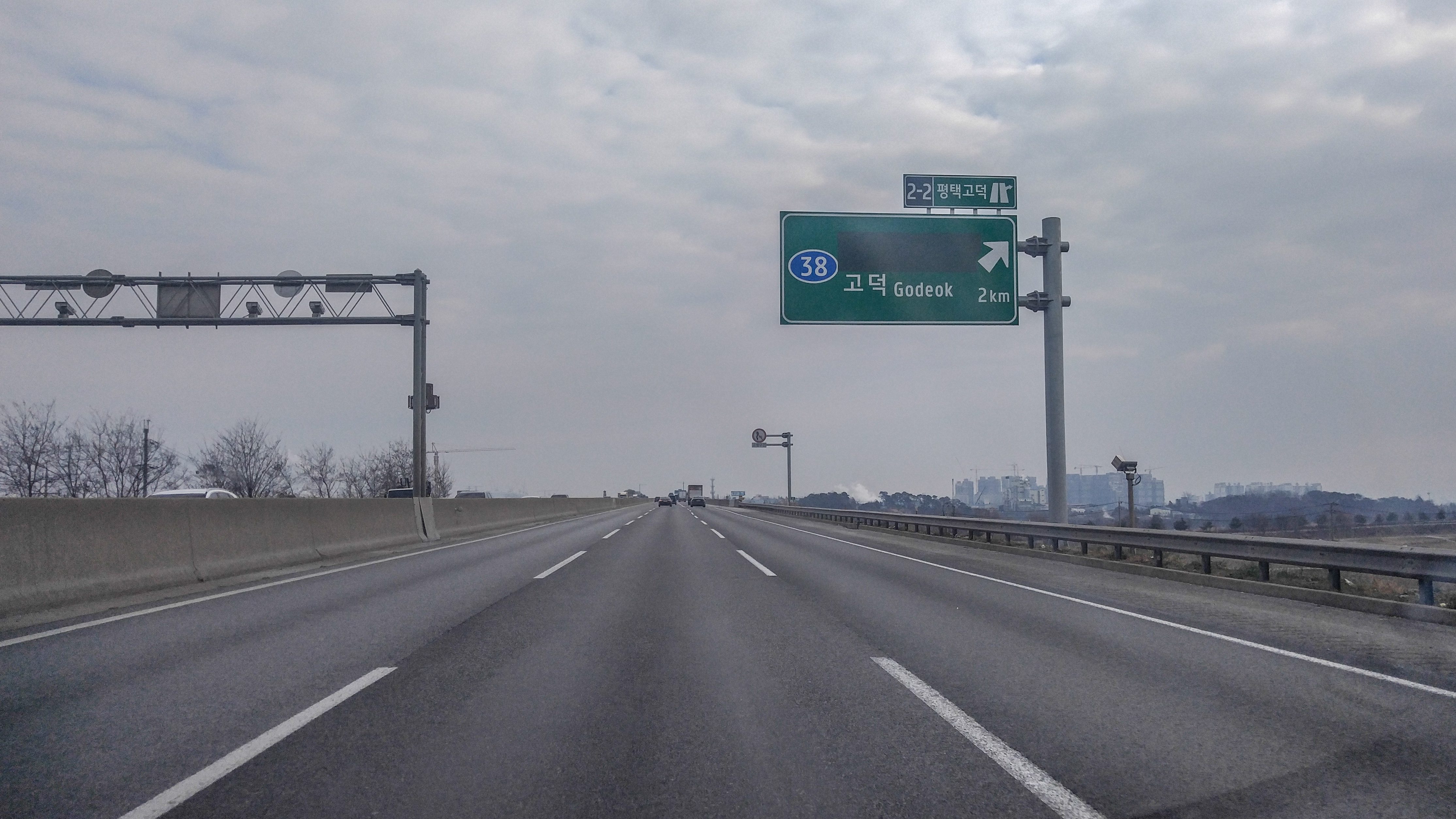
2km 표지판 (제천 방면)
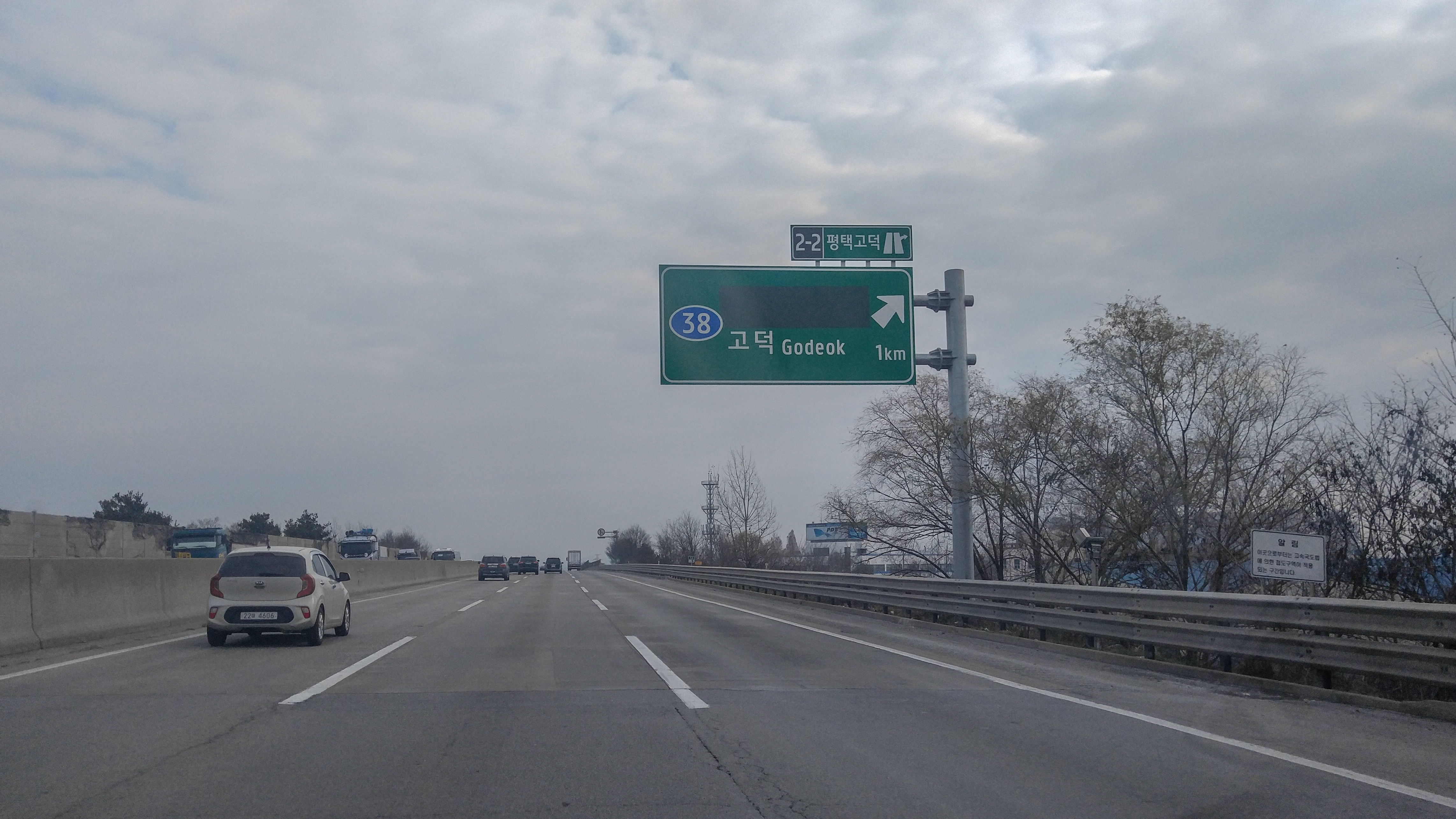
1km 표지판 (제천 방면)
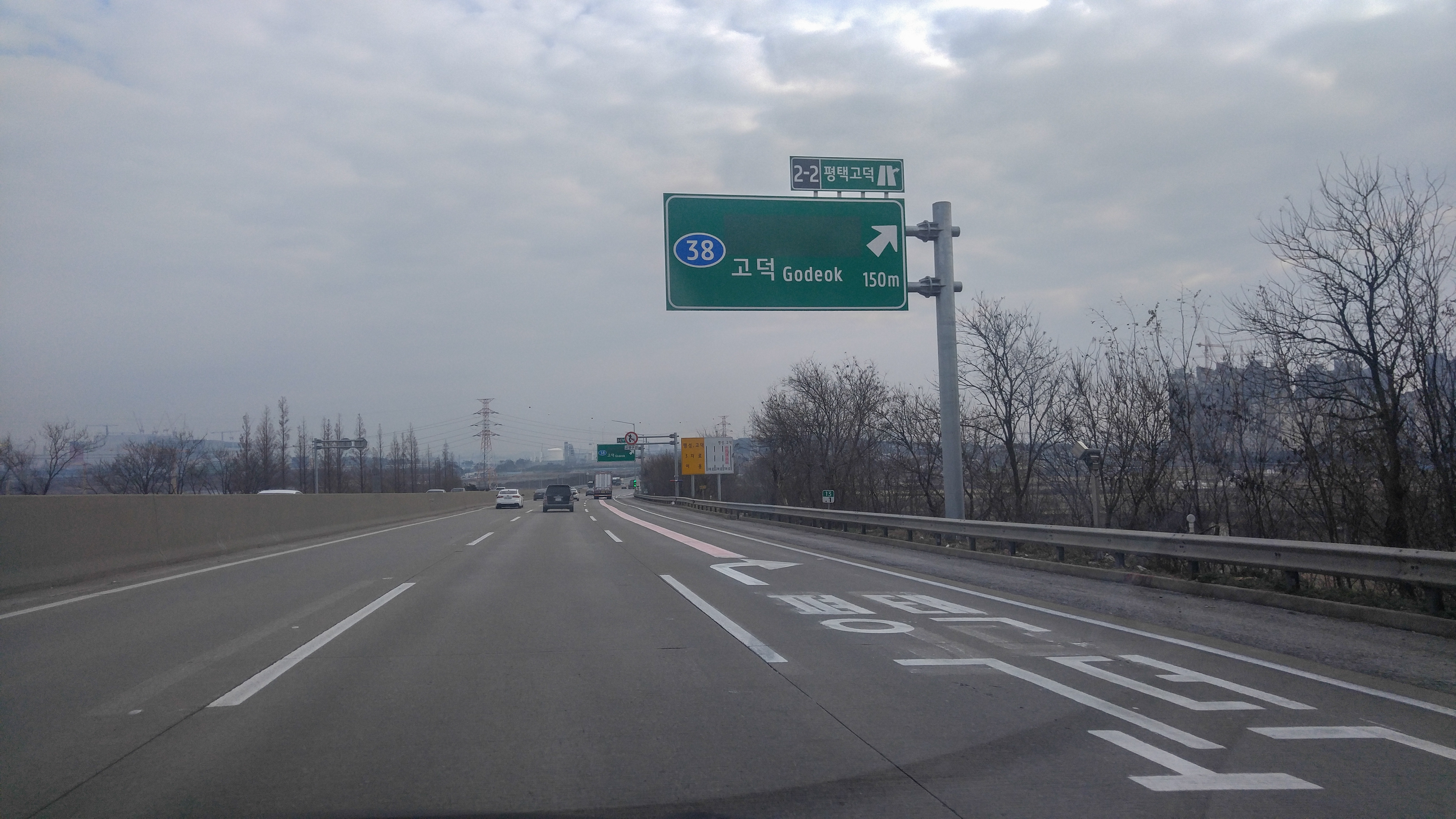
150m 표지판 (제천 방면)
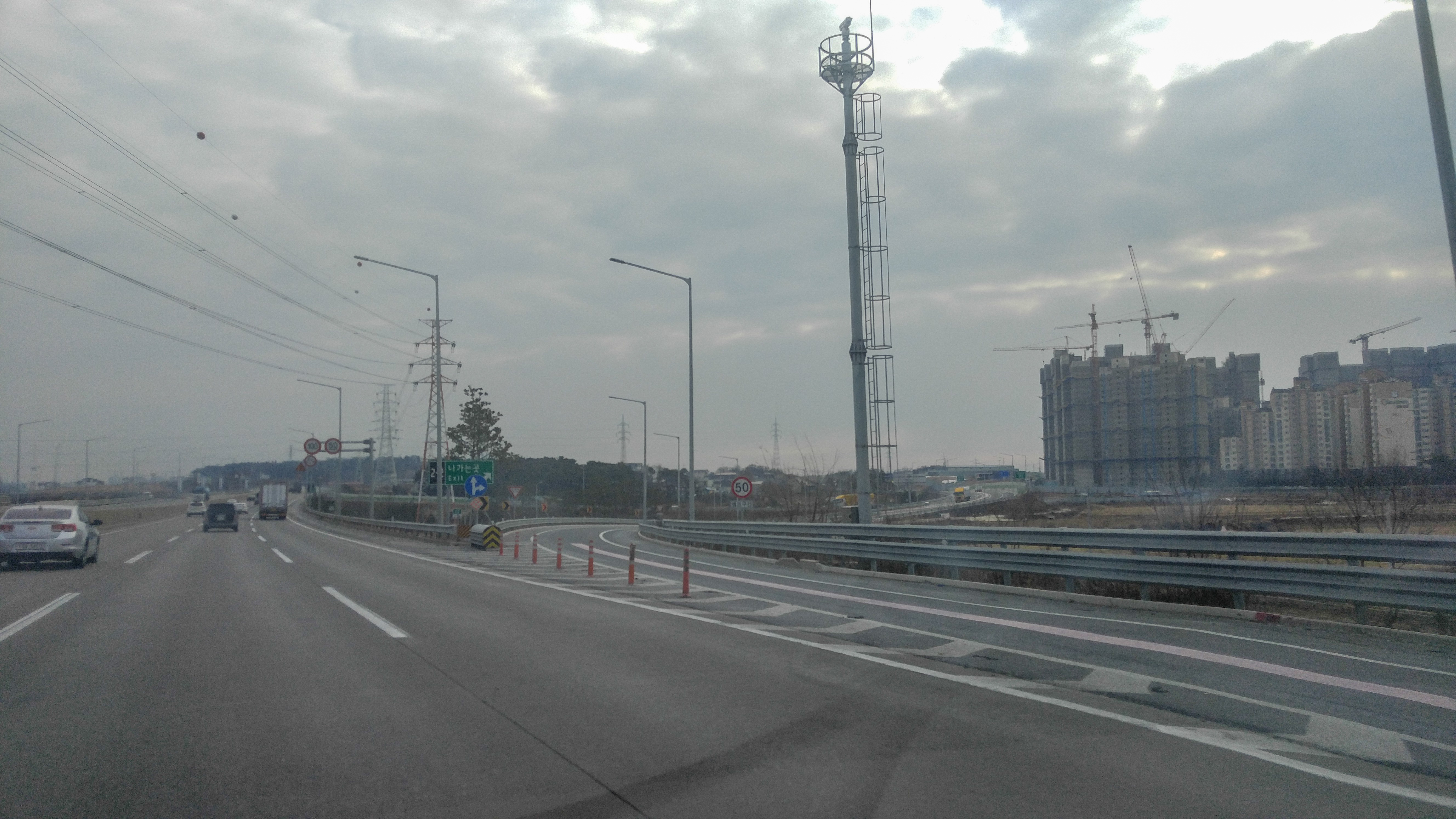
출구 (제천 방면)